# Jacques Doriot
Jacques Doriot   (Bresles, 26 de setembre de 1898 - Mengen, 22 de febrer de 1945) fou un polític francès. En un principi era agitador comunista i més tard va evolucionar cap al feixisme, i fundà el Partit Popular Francès l'any 1936. Col·laborà amb els alemanys durant l'ocupació de França. Va morir víctima d'un atac aeri.